# Judith Woodsworth
Judith Weisz Woodsworth (née en 1948 à Paris) est une professeure des universités canadienne. Elle a été rectrice de l'Université Laurentienne de 2002 à 2008 ainsi que de l'Université Concordia d'août 2008 à décembre 2010.

## Biographie
Née en 1948 à Paris, en France, Judith Woodsworth grandit à Winnipeg, au Manitoba (Canada),. Elle complète un baccalauréat en arts en français et philosophie à l'Université McGill, une licence en Lettres à l'université de Strasbourg et un doctorat en littérature française à l'Université McGill.
Elle enseigne au département d'études françaises de l'Université Concordia de 1980 à 1997. Lors de cette période, elle devient vice-doyenne à la Faculty of Arts and Science. En 1997, elle devient vice-rectrice à l'Université Mount Saint Vincent,.
En 1999, elle devient officier de l'Ordre de la Pléiade pour son travail de promotion de la langue française ainsi que des échanges interculturels.
De 2002 à août 2008, elle est rectrice de l'Université Laurentienne, à Sudbury (Ontario).
Le 29 février 2008, l'Université Concordia annonce que Woodsworth a été choisie comme nouvelle rectrice et qu'elle entrera en fonction en août

### Départ et controverse
Le 22 décembre 2010, l'Université Concordia annonce que Judith Woodsworth quitte ses fonctions pour des raisons personnelles,. Elle recevra une indemnité de licenciement de 703 500 dollars canadiens,. Dans une entrevue donnée à CTV, Woodsworth a parlé d'un congédiement plutôt que d'un départ volontaire,.
Le 10 janvier 2011, le réseau TVA affirme que la compagnie de télécommunications Bell Canada aurait payé, à Woodsworth et son conjoint, un voyage aux Jeux olympiques de Vancouver qui aurait coûté jusqu'à 30 000 dollars. Le réseau précise que sept mois plus tard, Bell obtenait un contrat de 900 000 dollars de la part de l'Université Concordia. L'université affirme que le contrat a été accordé après une analyse rigoureuse et que Woodsworth n'a joué aucun rôle dans l'attribution de ce dernier,.

## Œuvre
- (en) Jean Delisle (dir.) et Judith Woodsworth (dir.), Translators Through History, Amsterdam, John Benjamins Pub., coll. « Benjamins translation library » (no 101), 2012 (1re éd. 1995), 335 p. (ISBN 978-90-272-2450-7 et 90-272-2450-1, OCLC 805915682, lire en ligne)
- Jean Delisle (dir.) et Judith Woodsworth (dir.), Les Traducteurs dans l'histoire [« Translators Through History »], Ottawa, University of Ottawa Press, coll. « Pédagogie de la traduction » (no 2), 1995, 348 p. (ISBN 2-7603-0412-4 et 978-2-7603-0412-3, OCLC 35881238, lire en ligne)